# Corredor ecológico

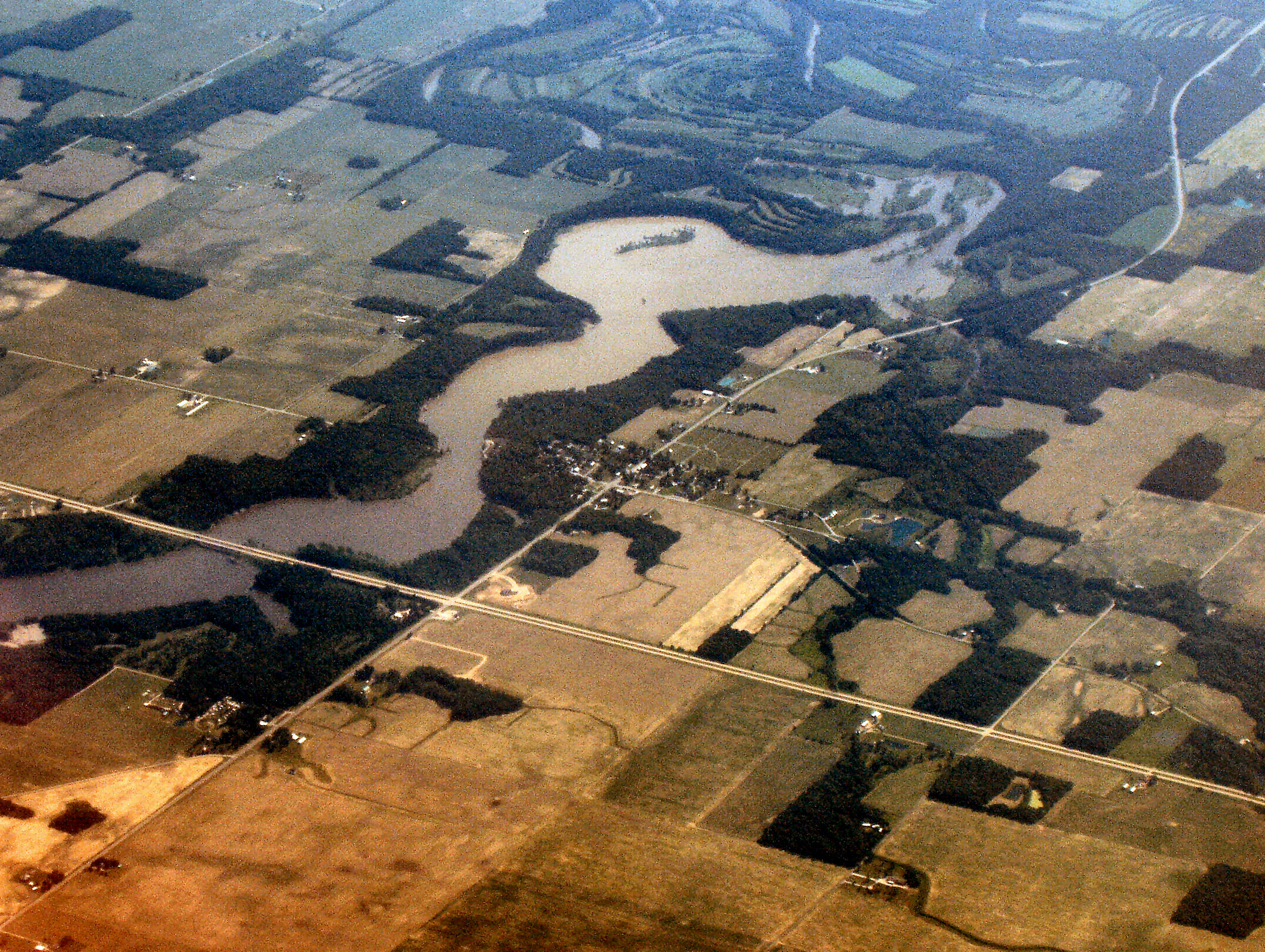
Todas las estructuras que actúan como corredor biológico no son tan fáciles de identificar como estos bosques ribereños en Indiana (Estados Unidos). Algunos corredores pasan desapercibidos a la vista, pero son funcionales y vitales para las especies que los utilizan y que tienen necesidades especiales como por ejemplo la humedad, la acidez o la pureza del agua. Nótese en la foto la presencia de carreteras que fragmentan el espacio ecológico.

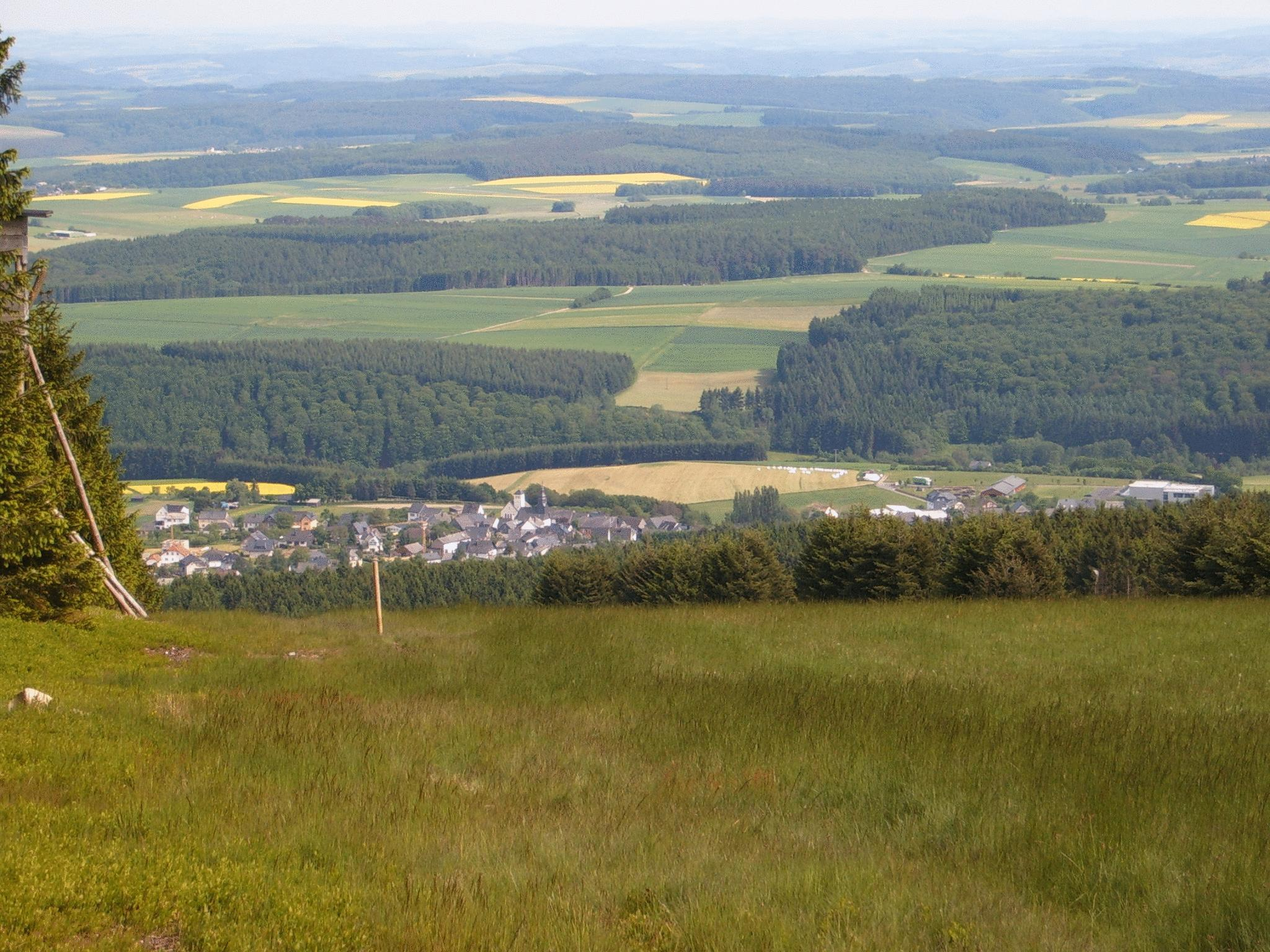
En este paisaje los bosques ya no están conectados físicamente. Muchos invertebrados quedan de esta manera aislados en el bosque. Sin embargo, jabalíes y ciervos todavía pueden fácilmente pasar de un bosque a otro.

Un corredor ecológico, corredor biológico, corredor verde o corredor de conservación es una ruta diseñada para conectar áreas naturales  que comparten características ambientales similares con el objetivo de preservar la biodiversidad, prevenir la fragmentación de los hábitats y favorecer la migración, dispersión, vinculación e interrelación de poblaciones de flora y fauna silvestres.
El establecimiento de corredores ecológicos es una estrategia efectiva de conservación. Los corredores ecológicos mantienen la composición, estructura y función de los ecosistemas y del paisaje que unen. Está integrado por áreas naturales bajo regímenes de administración especial, como zonas núcleo, parques nacionales, de amortiguamiento, o de usos múltiples.
Los conceptos de corredor biológico y corredor ecológico se derivan de la ecología del paisaje, una de las ramas de la biogeografía. Describen las estructuras del paisaje ecológico (sitios y  redes de sitios) que reúnen las condiciones para el desplazamiento de una especie (animal, vegetal u hongos) o de la comunidad de especies, o de sus genes. Todos estos corredores conforman, en el marco de una malla compleja, la red ecológica a nivel local y mundial.

## Propósito
Los corredores biológicos están diseñados para proteger el conjunto de especies nativas y cumplir con las funciones básicas de conectividad al tiempo que se maximizan el uso sostenible del bosque y los beneficios derivados de los servicios ambientales.
Según Forman, los corredores resuelven seis problemas de política pública: diversidad biológica, recursos acuíferos, agricultura y productos de madera, recreo, comunidad y cohesión cultural, y cambio climático.: 109 

## Ventajas e inconvenientes
Un determinado corredor ambiental se constituye en un enlace continuo o casi continuo de áreas protegidas rodeadas por un ambiente inhóspito. El corredor solo ejercerá una función facilitadora para las especies asociadas a este hábitat específico. Como ejemplos de corredores se pueden mencionar los que son formados por setos de linderos en determinados paisajes agrícolas, corredores constituidos por los cauces y riberas de los ríos, corredores forestales, etc.
El aumento de la tasa de inmigración podría tener: Ventajas potenciales, estas podrían ser:
- Aumentar o mantener estable la riqueza y diversidad de especies en el territorio;
- Aumentar tamaños poblacionales de especies, y disminuir la tasas de extinción;
- Permitir el restablecimiento de poblaciones localmente extintas;
- Mantener la variabilidad genética poblacional;
- Proveer áreas de alimentación o desplazamiento para especies mayores;
- Proveer hábitat de cobertura contra predadores;
- Proveer una heterogeneidad de hábitats para especies que requieren una variedad de hábitats para su ciclo de vida.

Pero también podrá tener desventajas potenciales, estas podrían ser:
- Facilitar la transmisión y dispersión de enfermedades, plagas, especies invasoras y exóticas;
- Facilitar la dispersión de fenómenos de perturbación abiótica (fuego, plagas);
- Aumentar la tasas de depredación o cacería

## Diseño
El análisis de variables territoriales como la vegetación, la temperatura, la proximidad a masas de agua o la presencia de otras especies clave puede ayudarnos a identificar potenciales trazados que permitan desplazarse a las especies. Los denominados procesos de álgebra de mapas ofrecidos por los Sistemas de Información Geográfica (SIG) comienzan a tomar relevancia a la hora de proyectar y planificar estos trazados territoriales, optimizando las variables más apropiadas para la dispersión de las especies.
Algunas de las herramientas clave para conseguir proyectar y planificar un corredor son Linkage Mapper o Corridor Designer. La primera de ellas permite conectar múltiples hábitat mediante trazados lineales. La segunda permite conectar espacios, dos a dos, por medio de franjas de mayor o menor anchura dependiendo de los requerimientos ecológicos del territorio.

## Ejemplos

### Europa
- Corredor verde de las dos Bahías, que conecta el parque natural Bahía de Cádiz (Atlántico) con el Paraje Natural Marismas del Río Palmones (Mediterráneo) pasando por el parque natural de Los Alcornocales[9]

- Corredor verde de la Bahía de Cádiz, que coge Sierra de San Cristóbal y varias pedanías de El Puerto de Santa María[10]
- Corredor ecológico Casa de Campo - Parque Regional del Curso Medio del Río Guadarrama.

### África
- Montañas Usambara, Tanzania.[6]

### América Central
- Corredor biológico Talamanca-Caribe, Costa Rica.[11][6]: 159
- Corredor biológico mesoamericano.[12]
- Corredor ecológico del Noreste.
- Corredor ecológico de AmistOsa, Costa Rica 12

### América del Sur
- Corredor verde de la Provincia de Misiones.[13]